# Öja kyrka, Södermanland

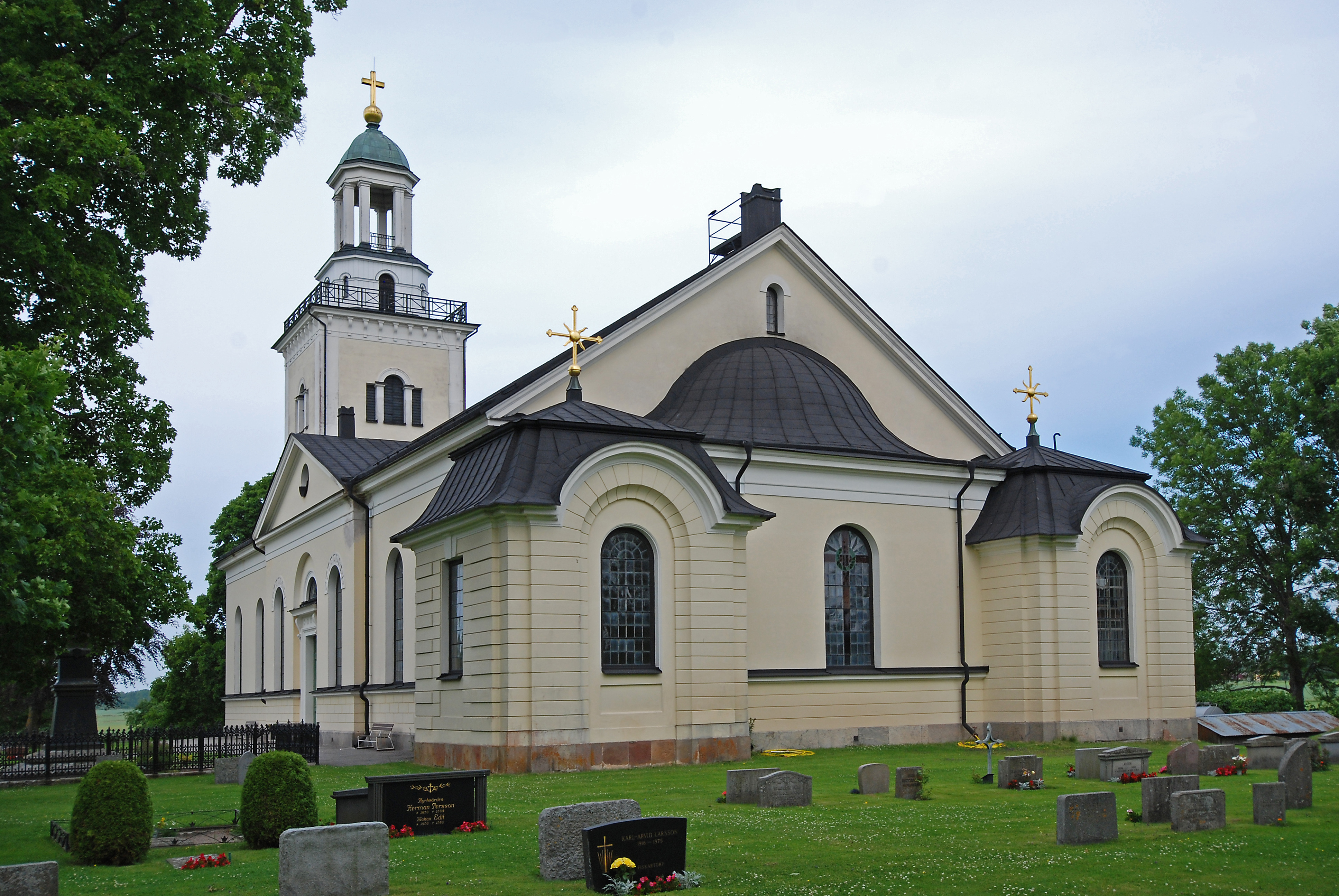
Öja kyrka sedd från sydost.

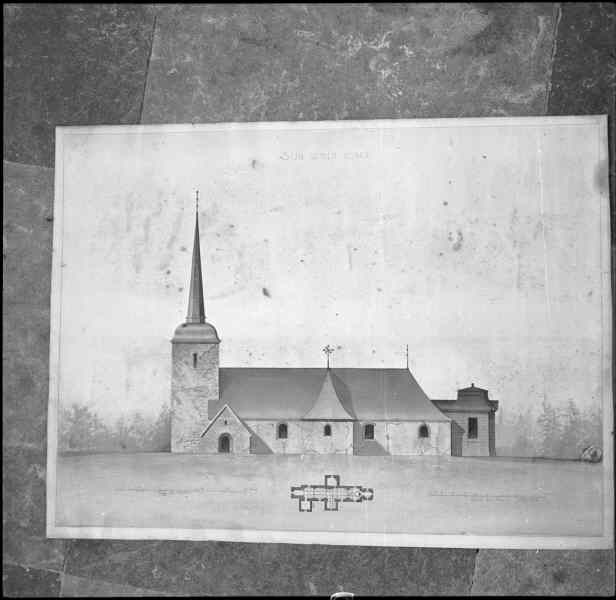
Öja kyrka före ombyggnaden i slutet av 1840-talet.

Öja kyrka är en kyrkobyggnad öster om Alberga i Öja socken i Eskilstuna kommun. Den hör till Västra Rekarne församling i Strängnäs stift. Kyrkan ligger 25 kilometer sydväst om Eskilstuna och 16 km söder om Kungsör.

## Kyrkobyggnaden
Öja kyrka är en nyklassicistisk helgedom med ett rektangulärt långhus, västtorn samt smalare korutsprång i öster, flankerat av hörnpaviljonger. Den norra paviljongen inrymmer sakristian, medan den södra utgörs av det Sparreska gravkoret, enda kvarvarande rest av den föregående kyrkan. Kyrkan har ingångar på tornets västsida samt mitt på södra långhusväggen. Fasaderna är vitputsade och uppbryts av stora rundbågiga fönster. Långhuset täcks av ett flackt sadeltak. Korutsprånget i öster har ett karnissvängt tak, medan hörnpaviljongerna täcks av huvar med brutna, svängda takfall. Långsidorna accentueras av mittrisaliter med gavelfrontoner. Tornet har tredelade ljudgluggar (serlianamotiv); tornmuren avslutas med konsolfris och kröns av ett smäckert utformat smidesräcke. Den öppna tornlanterninen, bestående av åtta parställda pelare, står på ett högt fundament och kröns av kupoltak med förgyllt klot och kors. Kyrkorummet täcks av ett tunnvalv vilande på en profilerad taklist. Korutsprånget har en mer elaborerad utformning med pilastrar, rundbågade nischer och stjärnprytt hjälmvalv. Två gipsreliefer, på varsin sida om tribunbågen, symboliserar Lag och Evangelium. Altaruppsatsen, framför det numera igensatta östfönstret, skänktes av riksrådet Axel Carlsson Sparre 1661. Den runda predikstolen är från kyrkans uppförandetid.

## Historik
Öja romanska stenkyrka härstammar från medeltiden och har utvidgats i flera omgångar. Kyrkan dokumenterades 1686 av antikvarien Johan Peringskiöld och 1847 av arkitekten Johan Robert Nyström. Vi vet därför att den under 1700-talet bestod av ett långsmalt långhus, västtorn, vapenhus ock gravkor i söder samt sakristia på norra sidan, vi kan också rekonstruera byggnadshistoriken. Den torde på 1100-talet bestått av ett långhus med ett litet kor utan absid. Ett torn har tillfogats, troligen i slutet av 1100-talet, under 1200-talet har koret breddats och en sakristia tillfogats. Under 1400-talet har östpartiet förlängts och en ny större sakristia tillfogats. Det stora vapenhuset tillfogades enligt dokumentation i kyrkoarkivet 1622, ungefär samtidigt tillfogas ett gravkor på södra sidan. År 1727 inrättades ett gravkor även i öster avsett för ätten Sparre. Möjligen har detta ritats av arkitekten Göran Josuæ Adelcrantz. År 1750 satte orgelbyggarna Jonas Gren & Petter Stråhle, Stockholm, upp en 9-stämmig piporgel, orgelverket på den gamla orgelläktaren togs 1793 ned för att bereda sittplatser där för att avhjälpa platsbristen.
Befolkningstillväxten i socknen och tidens tand gjorde dock att helgedomen så småningom kom att dömas ut som trång och skröplig och år 1827 upprättade arkitekt Carl-Gustaf Blom-Carlsson vid Öfverintendentsämbetet ritningar till en ny sockenkyrka. Han föreslog en stor kvadratisk byggnad under kupoltak, placerad mitt på det gamla långhuset. Han skickade också över ytterligare två radikala ombyggnadsförslag. År 1839 fick byggmästare Abraham Nyström i uppdrag att rita en kyrka i Öja. Han ville förnya hela kyrkan förutom Sparrarnas gravkor från 1727. Förslaget innebar ett långhus med torn i väster och en vid absid i öster. Sakristian förlades till nordöstra hörnet. Sydportalen framhävdes genom att den placerades i ett svagt utskjutande tvärskepp med imiterat murverk. Tornet är en efterbildning av det torn som arkitekten Justus Weinberg (1770–1832) ritat för Skärkinds kyrka och som Abraham nyligen byggt. Nyströms förslag bearbetades av Blom-Carlsson, som strök det falska murverket vid sydportalen men i stället införde ett imiterat murverk runt hela kyrkan upp till underkanten på fönstren. Även tornets bottenvåning och fönsteromfattningarna på tvärskeppet försågs med dylik rusticering.
Då det var dags att riva den gamla kyrkan, lades ett rep om tornets spira varefter församlingen drog ned den – en händelse som man länge talade om i bygden. År 1847 kunde Öja nya kyrka börja uppföras på samma plats som den gamla. Invigningen ägde rum den 1 september 1849. De sista utsmyckningsarbetena utfördes 1851 av sonen Bengt Alfred Nyström. Samma år installerades en piporgel byggd av E. A. Setterquists orgelbyggeri i Hallsberg.

## Inventarier
- Dopfuntsfot från ca år 1200.
- dopfunt i sandsten med Sparres och Oxenstiernas vapen och initialerna för Axel Sparre och Margareta Oxenstierna, skänkt till kyrkan 1651
- Pietà, träskulptur av ek, nordtyskt arbete från 1400-talets sista fjärdedel, (bilder).
- Altaruppsats som skänktes till kyrkan av Axel Sparre och hans andra hustru Beata Stenbock 1661. Arbetet är av allt att döma utfört av Markus Hebel.
- Predikstol samtida med den nya kyrkan.
- Epitafium över Erik Sparre renoverat och uppsatt 1848 på uppdrag av friherre Gustaf Adolf Sparre.
- Kyrkan saknar helt äldre silver, då allt silver försvann i samband med en stöld i september 1890, och sedan aldrig kom tillrätta. Gustaf Adolf Klingspor lät dock 1942 donera en silverkalk till kyrkan.

## Personminnen
- Ett epitafium för Erik Sparre med en lång text på latin. Troligen uppfördes epitafiet i det äldre Sparregravkoret av sonen Carl Eriksson Sparre i samband med att förbundet mot ihågkomma minnet efter det vid Linköpings blodbad avrättade upphävts av Gustav II Adolf. Även Carl Sparre är begravd i Öja. Han donerade 1630 en predikstol till Öja kyrka, som nu finns i Västermo kyrka.
- Erik Sparre af Sundby som lät uppföra det nya sparreska gravkoret i kyrkan villar tillsammans med sina båda hustrur i marmorsarkofager i gravkoret. Han lät även 1723 skänka ett par silversljusstakar med tillhörande silverplåtar till kyrkan.
- I kyrkan finns även ett epitafium med motiv av Kristus på korset, skapat till minne av prosten Gustaf Elingius, kyrkoherde i Öja 1686–1725. Elingius donerade även en mässingsljuskrona till kyrkan.

## Orglar
Kronologi:
- 1750: Orgelbyggarna Jonas Gren och Petter Stråhle, Stockholm, byggde i gamla kyrkan ett 9-stämmigt verk.[2]

| Manual                       |
| Gedackt 8'                   |
| Principal 4'                 |
| Flöjt 4'                     |
| Kvinta 3'                    |
| Oktava 2'                    |
| Scharf III                   |
| Trumpet 8' (halverad stämma) |
| Trumpet 4'                   |
| Vox virginea                 |

- 1851: Firma E A Setterquist, Hallsberg, byggde en ny mekanisk 1-manualig orgel med stum fasad och tre kilbälgar. I besiktningsprotokollet stod det Dubbel gedackt 4' istället för Dubbel fleut 8'.[3]
- 1853: Instrumentet utökas till två manualer med ett tidigare förberett öververk av E A Setterquist.[3]

Disposition:
| Manual C-f³                         | Öververk C-f³ | Pedalverk C-g° | Koppel              |
| Borduna 16’, Bas/Diskant (g°/giss°) | Principal 8’  | Wiolon 16’     | Öververk/manual     |
| Principal 8’, Bas/Diskant (B/c°)    | Rörfleut 8’   | Wioloncell 8'  | Manual/pedal (C-g°) |
| Dubbel Gedact 8’                    | Fugara 8'     | Octava 4'      |                     |
| Flauto Amabile 8’ (från c°)         | Fleut 4’      | Bassun 16’     |                     |
| Täckt Qvint 6’ (5 1⁄3’)             |               |                |                     |
| Octava 4’                           |               |                |                     |
| Qvinta 3’ (2 2⁄3’)                  |               |                |                     |
| Octava 2’                           |               |                |                     |
| Trompet 8’, Bas/Diskant (g°/giss°)  |               |                |                     |

- 1881: Orgeln reparerades av orgelbyggaren A. L. Andersson, Skalltorp. Förmodligen byggde han ett crescendoskåp runt öververket.[3]
- 1959–1960: Översyn och omintonering av orgelbyggaren Olof Rydén, Stockholm.

Disposition:
| Manual C-f³               | Öververk C-f³     | Pedalverk C-g° | Koppel          |
| Borduna 16’, Bas/Diskant  | Vox retusa 8’     | Violon 16’     | Öververk/manual |
| Principal 8’, Bas/Diskant | Rörflöjt 8’       | Violoncell 8’  | Manual/pedal    |
| Dubbelgedackt 8’          | Gamba 8'          | Oktava 4’      |                 |
| Fugara 8’                 | Täckflöjt 4’      | Basun 16’      |                 |
| Täckkvint 5 1⁄3’          |                   |                |                 |
| Oktava 4’                 |                   |                |                 |
| Kvinta 2 2⁄3’             |                   |                |                 |
| Oktava 2’                 |                   |                |                 |
| Trumpet 8’, Bas/Diskant   | Crescendosvällare |                |                 |

- 1980: Renovering av Bröderna Moberg, Sandviken.

Disposition:
| Huvudverk C-f³            | Svällverk C-f³    | Pedalverk C-g° | Koppel |
| Borduna 16’, Bas/Diskant  | Principal 8’      | Violon 16’     | I/P    |
| Principal 8’, Bas/Diskant | Rörflöjt 8’       | Violoncell 8'  | II/I   |
| Dubbelfleut 8’            | Fugara 8'         | Oktava 4'      |        |
| Flauto Amabile 8’         | Fleut 4’          | Basun 16’      |        |
| Täckt Qvint 6’ (5 1⁄3’)   |                   |                |        |
| Octava 4’                 |                   |                |        |
| Qvinta 3’ (2 2⁄3’)        |                   |                |        |
| Octava 2’                 |                   |                |        |
| Trumpet 8’, Bas/Diskant   | Crescendosvällare |                |        |

### Diskografi
Inspelningar av musik framförd på kyrkans org.
- Adagio & allegro för orgelvals KV 594 f-moll / Stenholm, Rolf, orgel. LP. Opus 3 8007. 1984.
- Klanger från fyra sekel : orglar i Strängnäs stift / Melin, Markus, orgel. CD. Svenska kyrkan. Nummer saknas. 2011.